# Волфганг Фридрих I фон Далберг
Волфганг Фридрих I фон Далберг (на немски: Wolfgang Friedrich I von Dalberg; * 1565; † 9 януари 1621) е немски благородник от фамилията „кемерер на Вормс“ е господар на дворец Хернсхайм при Вормс и Далберг при Бад Кройцнах.
Той е син на Фридрих фон Далберг († пр. 1577) и съпругата му Барбара фон Розенберг († 1578), дъщеря на Балтазар фон Розенберг и Анна Кранц фон Гайшполцхайм. Внук е на Фридрих VIII фон Далберг († 1574) и Анна фон Флекенщайн († 1564). Правнук е на Дитер VI фон Далберг Кемерер фон Вормс-Далберг († 1530) и Анна фон Хелмщат († 1528). Баща му е брат на Йохан Кемерер фон Вормс-Далберг († 1607). Първи братовчед е на фрайхер Волф Дитрих Кемерер фон Вормс-Далберг († 1618).
През 1586 г. Волфганг Фридрих I е студент в университета в Перуджа , през 1598 г. той става съветник на курфюрста и архиепископа на Майнц.
Той е „обер-амтман“ на Курфюрство Майнц в Нидер-Олм и Гау-Алгесхайм и хауптман на Горно-рейнскияя рицарски съюз (както баща му преди това).
Волфганг Фридрих фон Далберг умира на 9 януари 1621 г. и е погребан в Хернсхайм. На 22 септември 1653 г. фамилията е издигната на имперски фрайхер от император Фердинанд III.

## Фамилия
Волфганг Фридрих фон Далберг се жени на 4 септември 1595 г. за Урсула фон Керпен (* ок. 1580/1581; † 28 януари 1611, погребана в Нидеролм), дъщеря на Йохан (Ханс) фон Керпен-Илинген (1545 – 1611) и Анна фон Шауенбург. Те имат децата:
- Волфганг Йохан цу Клерф (кръстен на 8 януари 1597 в Майнц; † 13 март 1634, погребан в Хернсхайм), следва 1617 г. в университета в Перуджа. След смъртта на баща му той наследява частта (10%) на баща му в господството Клерф (фр. Clervaux, днес в Люксембург) и веднага се нарича на това господство. Той се жени 1628 г. за Мария Агнес Катарина, дъщеря на Йохан Филип фон Хоенек и Анна Волф-Метерних-Грахт.
- Филип Балтазар фон Далберг (* 1597; † 10 април 1639, погребан в Св. Мартин, Вормс), следва 1617 г. в университета в Перуджа, наследява 10% от частта на баща му в господството Клерф и се нарича на него; женен 1621 г. за Магдалена фон Варсберг (* ок. 1604/1605; † 26 декември 1647), дъщеря на Самсон фон Варсберг, бургграф фон Райнек († сл. 1621) и Регина фон Ролинген; родители на:
  - Филип Франц Еберхард фон Далберг (* 15 март 1635; † 24 декември 1693, Майнц), женен на 19 ноември 1662 г. за Анна Катарина Франциска Кемерер фон Вормс (* 4 декември 1644; † 31 юли 1679, Шпайер)
- Анна Маргарета фон Далберг (* 1599), омъжена 1617 г. за Ханс Гернанд Улнер фон Дипург († 1637?), като вдовица тя става монахиня в Кьолн
- Анна Катарина фон Далберг (* 1600), омъжена I. на 28 септември 1616 г. за Йохан Дитрих Ехтер фон Меспелбрун (1580 – 1628), II. 1622 г. за фрайхер Георг Кристоф фон Хазланг (1602 – 1684)
- Урсула фон Далберг (* 1602; † 1664), омъжена на 8 ноември 1619 г. за фрайхер Йохан Швайкхард фон Зикинген (* 9 декември 1592, Зикинген; † 1666); родители на:
  - Франц фон Зикинген (* 8 февруари 1629; † 6 ноември 1715, Майнц), фрайхер, женен на 28 септември 1653 г. за графиня Анна Маргарета фон Метерних-Винебург-Байлщайн († 1700, Хайделберг)
- Мария Барбара (* 1603), омъжена на 31 октомври 1630 г. за Филип фон Хоенек; дъщеря им
  - Мария Урсула фон Хоенек († † 17 април 1667/1668), се омъжва 1663 г. за Йохан XXV фон Далберг
- Анна Магдалена (* януари 1610; † 12 февруари 1612)

Волфганг Фридрих фон Далберг се жени втори път 1612 г. за Маргарета Кунигунда Льов фон Щайнфурт († 19 март 1626, погребана в Св. Мартин, Вормс), дъщеря на Георг Льов фон Щайнфурт и Анна фон Грайфенклау цу Фолрадс. Те имат една дъщеря:
- Мария Ева (* 1612; † между 28 февруари 1662 и 14 октомври 1677), омъжена на 27 ноември 1635 г. за Волфганг Еберхард I фон Далберг (* 1614; † 7 септември 1676), дворцов маршал и съветник на епископа на Шпайер, обер-амтман в Кирвайлер и Дайдесхайм.